# A Rural Elopement
A Rural Elopement è un cortometraggio muto del 1909 diretto da David W. Griffith.

## Trama
Cynthia e Hank sono innamoratissimi e vorrebbero sposarsi, ma il padre di lei mette loro il bastone tra le ruote. I due, allora, decidono di scappare ma, a causa di un equivoco, Cynthia fugge via insieme a un vagabondo che ha rubato i vestiti di Hank, lasciandolo legato e imbavagliato. Il giovane riesce a trascinarsi fino all'entrata della casa dove viene soccorso da Stebbins, il padre di Cynthia. I due, dopo essersi chiariti, si mettono alla ricerca della ragazza che si trova sequestrata dal vagabondo. La caccia ha inizio e, finalmente, Cynthia viene ritrovata: tremante e impaurita, viene riconsegnata al padre. Il quale, a sua volta, la consegna a Hank.

## Produzione
Il film fu prodotto dall'American Mutoscope & Biograph e venne girato a Coytesville, nel New Jersey.

## Distribuzione
Il copyright del film, richiesto dall'American Mutoscope and Biograph Co., fu registrato il 12 gennaio 1909 con il numero H121530.
Distribuito dall'American Mutoscope & Biograph, il film - un cortometraggio di nove minuti - uscì nelle sale il 14 gennaio 1909 programmato in split reel insieme a un altro cortometraggio di Griffith, The Sacrifice.
Non si conoscono copie ancora esistenti della pellicola che viene considerata presumibilmente perduta.